# نیوبیم کربید
نیوبیم کاربید (به انگلیسی: Niobium carbide) با فرمول شیمیایی NbC یک ترکیب شیمیایی است؛ که جرم مولی آن ۱۰۴٫۹۱۷ g/mol می‌باشد.